# NGC 4523
NGC 4523 је спирална галаксија у сазвежђу Береникина коса која се налази на NGC листи објеката дубоког неба.
Деклинација објекта је + 15° 10' 6" а ректасцензија 12h 33m 48,0s. Привидна величина (магнитуда) објекта NGC 4523 износи 13,5 а фотографска магнитуда 14,1. Налази се на удаљености од 16,8000 милиона парсека од Сунца. NGC 4523 је још познат и под ознакама UGC 7713, MCG 3-32-68, DDO 135, IRAS 12313+1526, CGCG 99-89, VCC 1524, PGC 41746.